# Métro de Bruxelles
Bruxelles' metro er et undergrundsbanesystem, der strækker sig over store dele af Bruxelles i Belgien. Det indeholder fire konventionelle metrolinjer og tre "premetro"-linjer. Metro-linjerne er M1, M2, M5 og M6 med nogle delte strækninger, som dækker 40 km, med 60 (eller 59 afhængigt af tællemåden) stationer kun til metro.
Størstedelen af den strækning, der deles af linje 1 og 2 (mellem De Brouckère og Schuman) blev indviet 17. december 1969 som premetro, der blev betjent af sporvogne. I 1976 blev strækningen omdannet til metro.

## Premetro
Premetro-netværket består af tre sporvognslinjer (T3, T4, and T7) som kører delvist gennem de undergrundsstrækninger, som det oprindeligt var meningen skulle konverteres til metrolinjer.
Der eksisterer nogle få, korte undergrundsstrækninger forberedt til metrodrift, men betjent af sporvogne, således at der i alt er 52 km undergrundsmetro og -sporveje. Der er i alt 69 metro- og premetro-stationer pr. 2011. Undergrundsstationer i premetro-netværket bruger det samme design som metrostationerne. 

## Fodnoter
1. ↑  "STIB - Historique de la STIB de 1970 à 1979" [STIB - History of STIB from 1970 to 1979] (fransk). STIB. 2013. Hentet 2013-09-15.
2. 1 2 3 4 5 6  "Activity Report 2011 - Figures & statistics '11" (PDF). STIB/MIVB. s. 08. Hentet 2013-09-15.
3. ↑  "STIB - Key Figures". STIB. 2013. Hentet 2014-12-12.
4. ↑  "Activity Report 2011 - Figures & statistics '11" (PDF). STIB/MIVB. s. 12. Hentet 2013-09-15.
5. ↑  "Trams are coming back". New Scientist (by Ian Yearsley). 21. december 1972.